# Caso Waldeck
O caso Waldeck foi uma polémica que teve lugar no Império Alemão durante as revoluções de 1848. Em Maio de 1849, Benedikt Waldeck, um deputado da ala esquerda dos liberais, foi preso e acusado de traição por ter supostamente conspirado pela instituição de uma República. Durante o processo tornou-se evidente que a acusação se baseava em provas forjadas e acusações falsas pelos conservadores. Foi absolvido em Dezembro de 1849.